# Acallocrates
Acallocrates är ett släkte av skalbaggar. Acallocrates ingår i familjen vivlar.
Kladogram enligt Catalogue of Life:
| Acallocrates | \| \| Acallocrates denticollis \| \| \| \| |
|              | \| \| Acallocrates denticollis \| \| \| \| |
|              | Acallocrates denticollis                   |
|              |                                            |